# Castoriella korolevskayae
Castoriella korolevskayae är en insektsart som beskrevs av Irena Dworakowska 1974. Castoriella korolevskayae ingår i släktet Castoriella och familjen dvärgstritar.
Artens utbredningsområde är Kongo. Inga underarter finns listade i Catalogue of Life.